# Jasmin Ramic
Jasmin Ramic (14 maart 1987) is een Nederlands voormalig profvoetballer van Bosnische komaf.
Ramic begon in de jeugd bij de amateurs van SV Argon. In 2006 kwam hij bij FC Groningen maar kwam daar niet verder dan Jong FC Groningen en speelde hij alleen enkele oefenwedstrijden met het eerste elftal. In de zomer van 2009 verruilde hij Groningen na een succesvolle stage op amateurbasis voor Haarlem, waar hij opnieuw speler werd onder trainer Jan Zoutman. Bij Haarlem wist hij door te breken en tot aan het faillissement van de club in januari 2010 speelde hij 11 wedstrijden waarin hij 1 doelpunt maakte. 
Na het faillissement van Haarlem kreeg Ramic geen profcontract elders meer en kwam daarna uit als amateur in de topklasse, eerst een seizoen voor FC Lisse en daarna voor IJsselmeervogels, waar hij trainer Jan Zoutman weer tegenkwam.
In het seizoen (2015-2016) kwam Ramic uit voor de zaterdag topklasse GVVV uit Veenendaal.